# Praça Getúlio Vargas (Vitória)
Praça Getúlio Vargas é uma praça fundada no ano de 1955, localizada no Centro da cidade de Vitória, capital do estado do Espírito Santo.

## História
Localizada no Centro de Vitória, a praça Getúlio Vargas é considerada uma das principais praças da cidade. É batizada em homenagem ao Presidente Getúlio Vargas, presidente que ocupou por duas vezes o cargo máximo do Estado brasileiro.
No ano de 1955, a praça ganhou uma estátua de Getúlio Vargas em bronze, esculpida pelo escultor Leonardo Lima, onde diversos populares participaram da solenidade de inauguração. A estátua conta com um excerto da carta-testamento de Vargas, escrita antes de seu suicídio:

Eu vos dei a minha vida. Agora ofereço a minha morte. Nada receio. Serenamente dou o primeiro passo no caminho da eternidade e saio da vida para entrar na História.
Além da estátua em homenagem a Getúlio Vargas, a praça também possui outro importante monumento de Vitória. Conhecido como "A Lei de Deus", o monumento foi inaugurado no ano de 1979, pela Associação da União Brasileira dos Adventistas do Sétimo Dia. O monumento possui encravado os dez mandamentos bíblicos. No ano de 2015, na gestão de Luciano Rezende (PPS), a peça recebeu um processo de restauração sob à fiscalização do Patrimônio Histórico e Cultural da Secretaria Municipal de Cultura (SEMC), sendo assim devolvido à sociedade.